# Сечень (Ноград)
Сечень (угор. Szécsény) — місто на півночі Угорщини, в медьє Ноград.
Населення за даними на 2001 рік — 6479 осіб.

## Міста-побратими
- Філяково, Словаччина
- Шагі, Словаччина
- Ковачовце, Словаччина
- Дольна-Стрехова, Словаччина
- Варта, Польща
- Доролц, Румунія
- Кодевіго, Італія

## Відомі уродженці

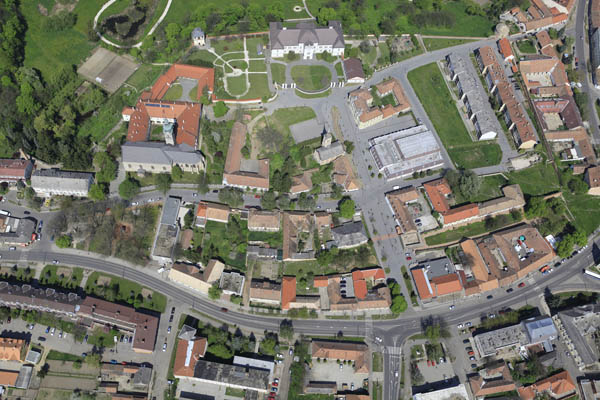
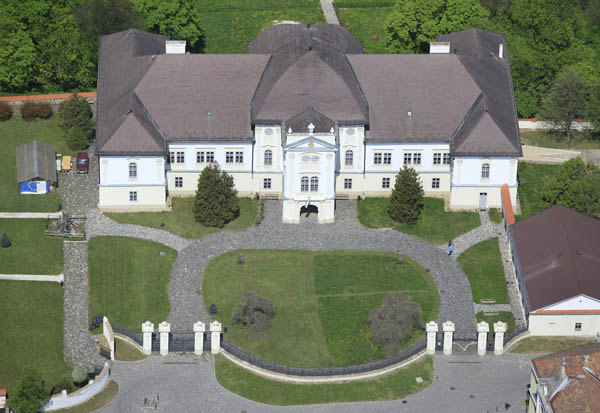
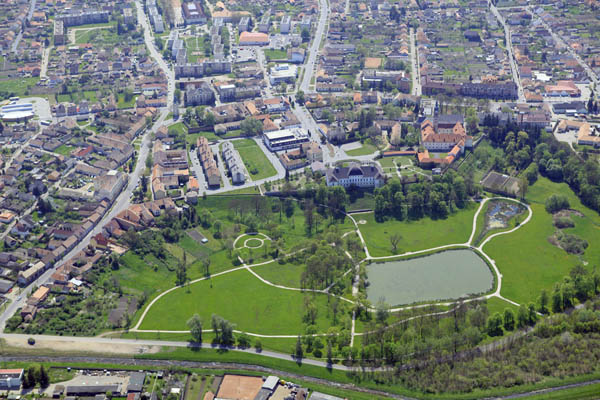
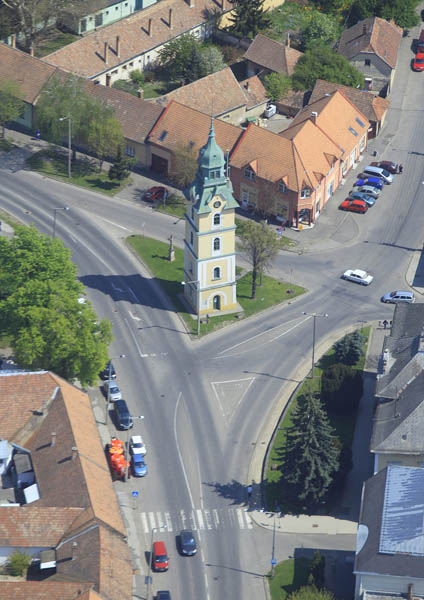
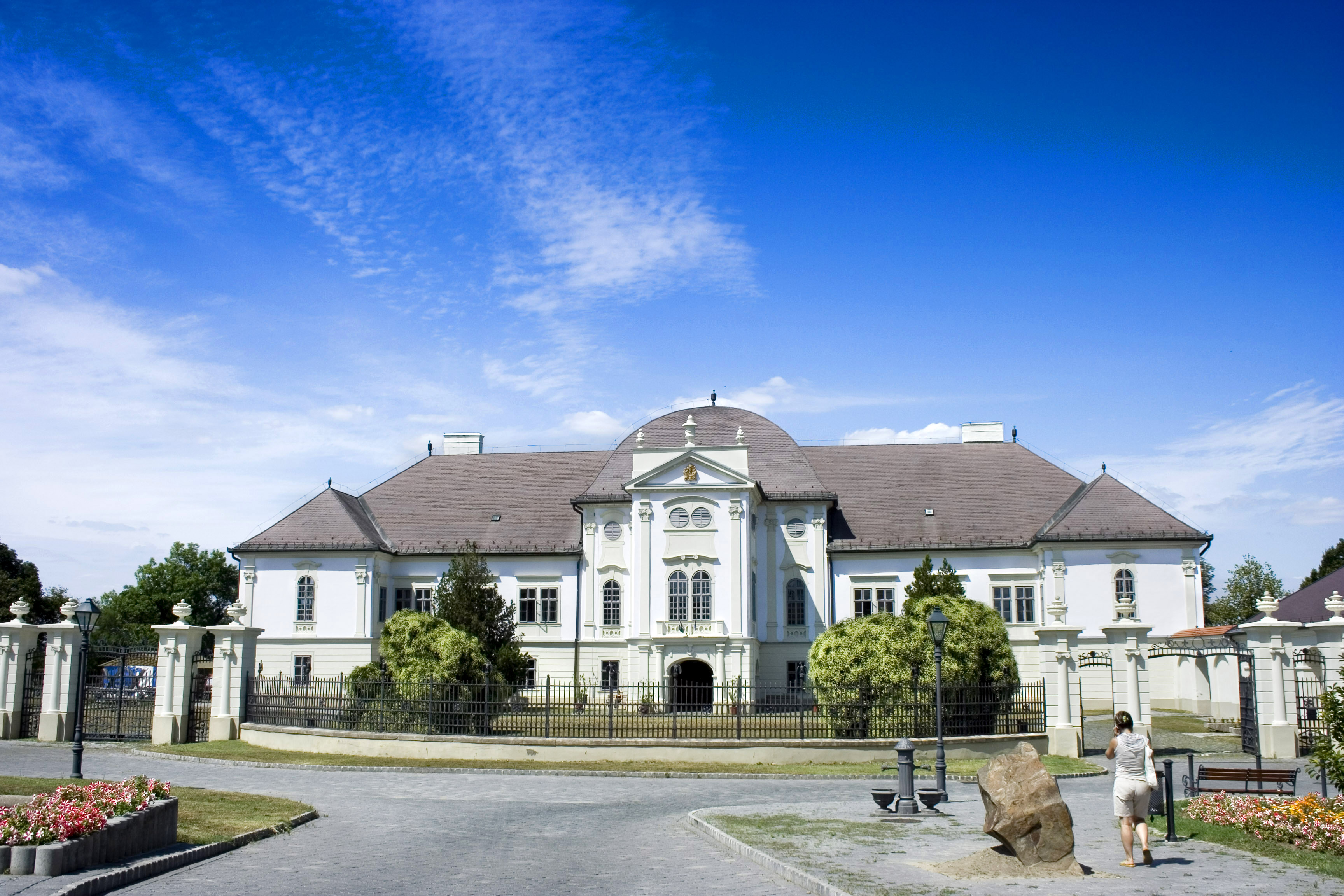
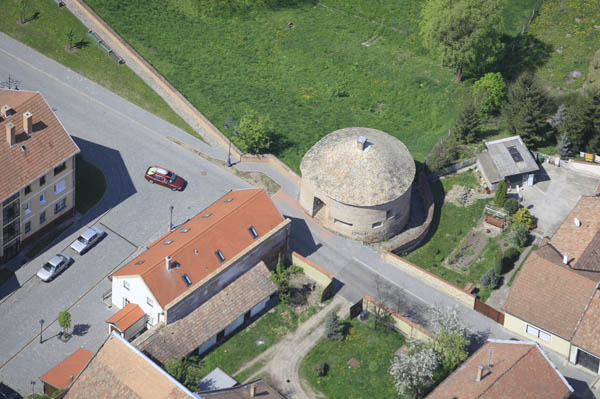
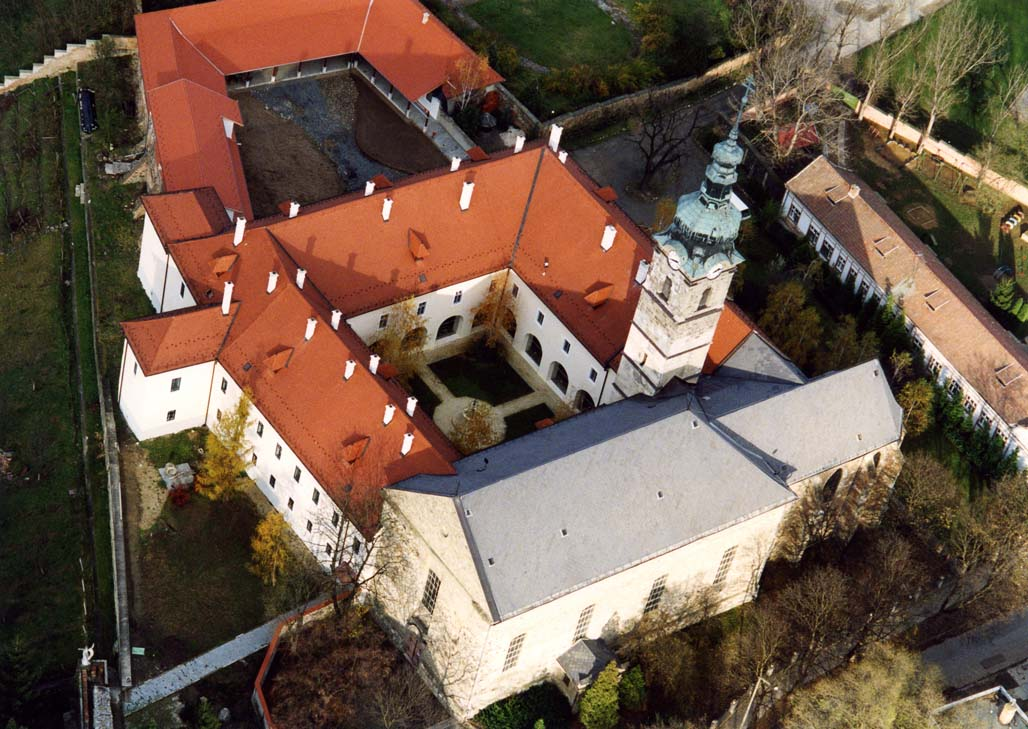

- Дьордь Сечені (1592—1695) — Примас Угорщини, засновник дворянського роду Сечені.

| Угорщина | Це незавершена стаття з географії Угорщини. Ви можете допомогти проєкту, виправивши або дописавши її. |